# آندریا استفانسکو
آندریا استفانسکو (به انگلیسی: Andreea Stefanescu) ژیمناست زادهٔ ۱۳ دسامبر ۱۹۹۳ میلادی اهل کشور  ایتالیا  است.